# Yallé (Biéha)
Pour les articles homonymes, voir Yallé.
Yallé est une commune rurale située dans le département de Biéha de la province de Sissili dans la région Centre-Ouest au Burkina Faso.

## Géographie
Yallé est une importante commune du département, et la plus peuplée, située sur la route nationale 6.

## Éducation et santé
La commune accueille un centre de santé et de promotion sociale (CSPS).